# Brachythecium microcollinum
Brachythecium microcollinum là một loài rêu trong họ Brachytheciaceae. Loài này được E.B. Bartram mô tả khoa học đầu tiên năm 1946.